# ويليام فرنش أندرسن
ويليام فرنش أندرسن (بالإنجليزية: William French Anderson)‏ (وُلد في الحادي والثلاثين من شهر ديسمبر عام 1936) هو طبيب أمريكي وعالم وراثة وعالم بيولوجيا جزيئية. يشتهر بكونه أب العلاج الجيني. تخرّج أندرسن من كلية هارفرد عام 1958، ومن كلية الثالوث في جامعة كامبريدج (إنجلترا) عام 1960، ومن مدرسة طب هارفرد عام 1963.  في عام 1990، كان أندرسن أول شخص ينجح في إجراء العلاج الجيني عندما عالج فتاة تبلغ من العمر 4 أعوام تعاني من عوز المناعة المشترك الشديد (اضطراب يُطلق عليه «مرض الولد الفقاعة»). في عام 2006، أُدين أندرسن بالاستغلال الجنسي بحق قاصرة، وفي عام 2007، حُكم عليه بالسجن 14 عامًا. أُطلق سراحه في السابع عشر من شهر مايو عام 2018 إثر حسن السلوك.

## النشأة وتعليمه
وُلد أندرسن في تولسا بولاية أوكلاهوما. كان والده مهندسًا مدنيًا وأمه صحفية وكاتبة، ولديه شقيقتان أكبر منه. تمتع أندرسن بطفولة سعيدة جدًا. عُرف في مدرسته الثانوية بالمنحة العلمية التي حصل عليها واهتمامه بالعلوم وبراعته في سباقات المضمار والميدان. حاز على تزكية شرفية في مسابقة ويستنغهاوس للبحث عن المواهب العلمية لعمله الريادي المتمثل في إظهاره إمكانية استخدام نظام الترقيم الروماني في الإجراءات الحسابية. تخرج من ثانوية تولسا الوسطى عام 1954.
التحق أندرسن بكلية هارفرد، ونشر هناك عدة أوراقٍ بحثية عندما كان في مرحلة البكالوريوس: منها بحثه المدرسي حول كيفية استخدام نظام الترقيم الروماني في الفيلولوجيا (فقه اللغة) الكلاسيكية عام 1956، والعمليات الحسابية باستخدام أرقام النظام الخطي ب لدى الحضارة المينوسية والذي نُشر في جريدة علم الآثار الأمريكية عام 1958، وورقة بحثية عن الكيمياء الفيزيائية في جريدة الجمعية الكيميائية الأمريكية عام 1958، ودراسة بحثية عن تأثيرات التشعع على الحمض الريبي النووي منقوص الاوكسجين DNA في جريدة الفيسيولوجيا المقارنة والخلوية عام 1961. في إصدار الـ 19 عشر من مايو عام 1956 لمجلة الـ «تايم»، أُطلق على أندرسن لقب «أعجوبة هارفرد» جراء عمله البحثي المتعلق بأنظمة الترقيم القديمة. تخرّج أندرسن من كلية هارفرد عام 1958، وأمضى السنتين التاليتين في كلية الثالوث في جامعة كامبريدج بإنجلترا، حيث حصل هناك على شهادة الماستر، وعمل في مختبر فرانسيس كريك، وحاز على الميدالية الزرقاء الكاملة (أرفع جائزة تمنحها جامعة كامبريدج)، ثم قابل لاحقًا زميلته طالبة الطب كاثي في جامعة كامبريدج، التي تزوجها عام 1961 وبقيت زوجته لـ 58 عامًا.
عاد أندرسن إلى كلية هارفرد ومدرسة الطب، ولحقت به كاثي في العام التالي. تخرج أندرسن عام 1963 وأمضى سنة تدريبية في مستشفى الأطفال ببوسطن، درس فيها طب الأطفال. تخرجت زوجته عام 1964 وحققت مسيرة رائعة في مجال جراحة الأطفال. بعدما أكمل أندرسن سنة تدريبه، أمضى سنة أخرى يجري فيها أبحاثًا حول علم الوراثة البكتيري في مدرسة طب هارفرد، ونشر عمله في وقائع الأكاديمية الوطنية للعلوم في الولايات المتحدة عام 1965.

## مسيرته
أمضى أندرسن لاحقًا سنتين من حياته، بين عامي 1965 و1967، في مختبر مارشال نيرنبرغ في معاهد الصحة الوطنية الأمريكية، حيث ساعده في إنهاء فك ترميز الشيفرة الوراثية. كافأه نيرنبرغ عندما سمح له بإجراء أول عرض إيضاحي عام عن الشيفرة الوراثية النهائية أمام جمهور مؤلف من نحو ألفي عالم في شهر أبريل من عام 1966، فقابل اتحاد الجمعيات الأمريكية لعلم الأحياء التجريبي في أتلانتيك سيتي. بعد نجاح زمالة ما بعد الدكتوراه مع نيرنبرغ، مُنح أندرسن مختبره الخاص في معاهد الصحة الوطنية في شهر يوليو من عام 1967.

## إدانته بالاعتداء الجنسي
في سنة 2006، أدين أندرسن بالاعتداء الجنسي على قاصر، وحُكم عليه سنة 2007 بالسجن أربعة عشر عامًا، وقد أعقب هذه الإدانة تجريد أندرسن من مناصبه، وطرده من هيئة التدريس ومنعه من دخول حرم الجامعة.